# Palazzo Spini Feroni
Il Palazzo Spini Feroni si trova a Firenze presso il Ponte Santa Trinita, all'inizio di via Tornabuoni, angolo con piazza Santa Trinita. Oggi è sede della casa di moda Salvatore Ferragamo.

## Storia

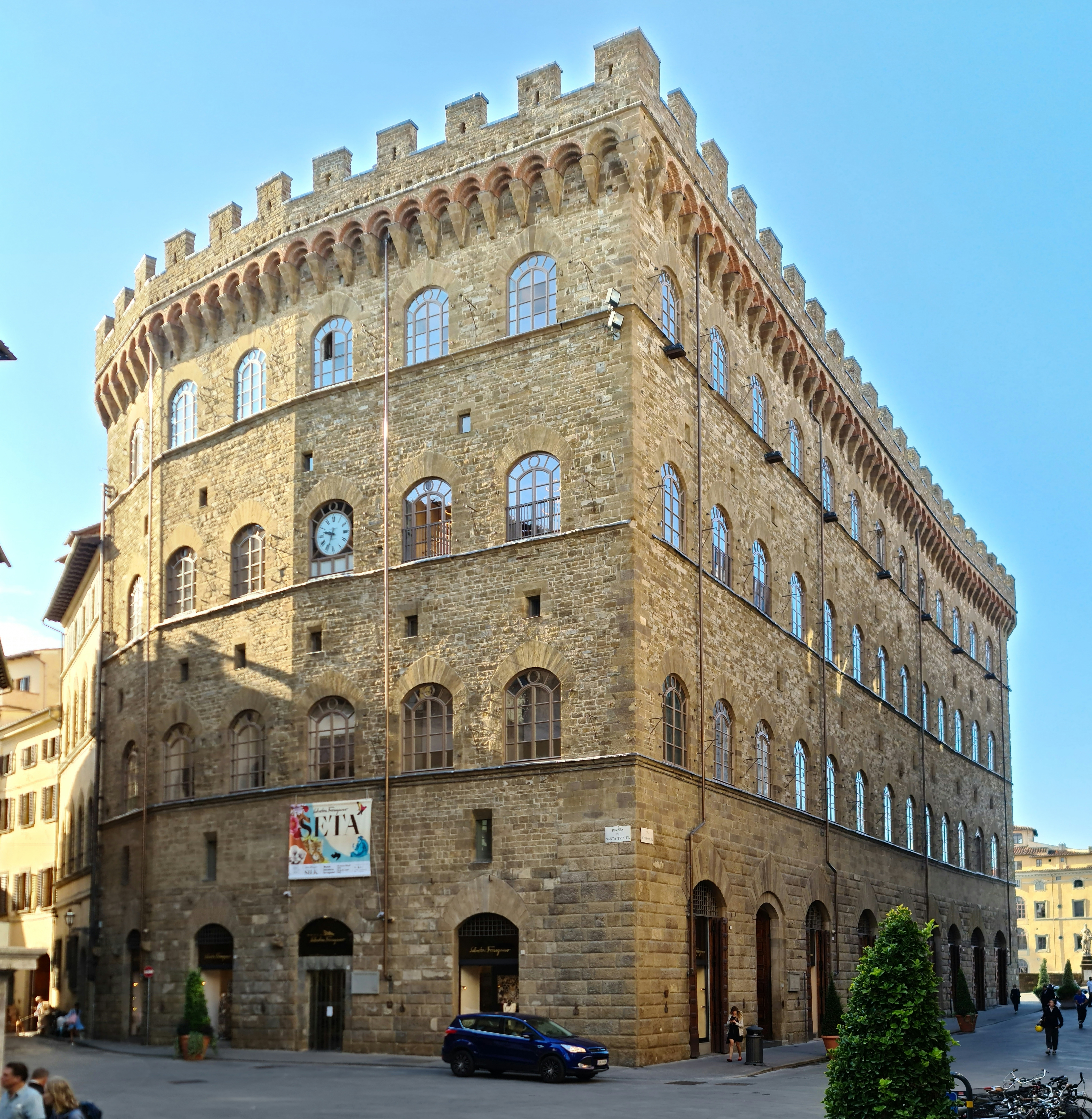
Il palazzo

In questo sito si trovavano le torri della famiglia Spini, diroccate dopo la presa del potere dei ghibellini dopo il 1260 e gravemente danneggiate durante l'alluvione del 15 dicembre 1288.
Il palazzo venne costruito a partire dal 1289 per il ricchissimo mercante e politico Geri Spini, sui terreni e fabbricati proprietà della sua famiglia e acquistati appositamente dai monaci di Santa Trinita dopo l'alluvione.
All'epoca era il più grande palazzo privato di Firenze, l'unico a poter competere con Palazzo Vecchio, che veniva costruito in quegli stessi anni. Tra gli architetti che avrebbero potuto partecipare alla realizzazione si è parlato di Arnolfo di Cambio o di Lapo Tedesco, padre di Arnolfo del quale però si hanno pochissime notizie dovute in larga parte al Vasari; con altre opere arnolfiane ha in comune il senso del volume, ammirabile in tutta la sua pienezza e maestosità sia dalla piazza che dal ponte.
Per farsi un'idea del suo aspetto originario si può confrontarlo con la raffigurazione che ne fece Domenico Ghirlandaio negli affreschi della Cappella Sassetti, nell'antistante chiesa di Santa Trinita. 

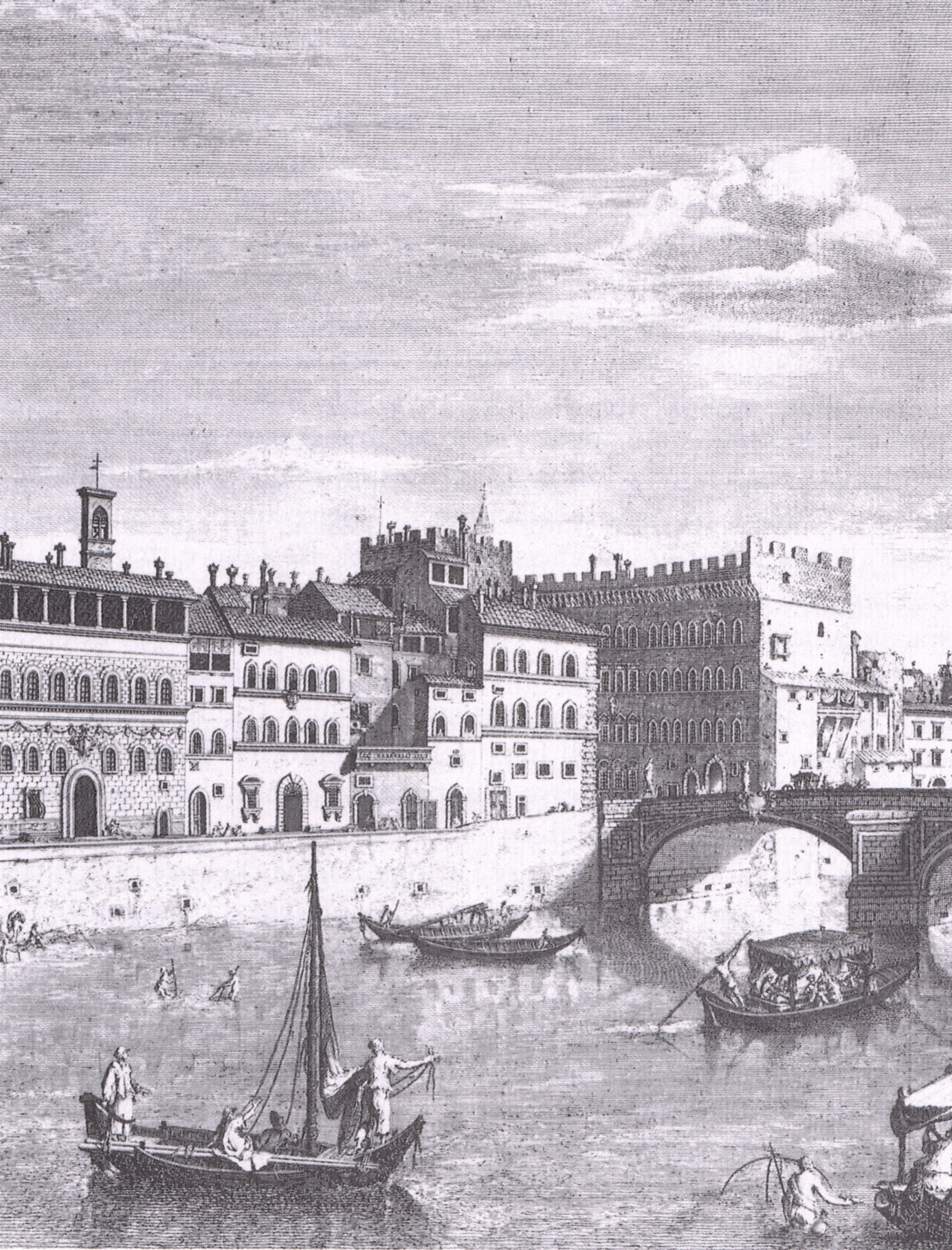
Veduta del Lungarno col Ponte di Santa Trinita, Giuseppe Zocchi (1744)

Fin dal Trecento il palazzo venne diviso in due proprietà, appartenenti a due rami della famiglia Spini: una verso l'Arno, abitata dagli Spini fino all'Ottocento, e una verso la piazza, la cui famiglia dovette cedere la proprietà per difficoltà finanziarie fin dalla metà del Seicento. Oggi rappresenta la parte più rimaneggiata, soprattutto nella struttura interna, dove fin dal Seicento venne rifatto lo scalone e vennero abbelliti alcuni ambienti.
Il palazzo fu ampliato e rimaneggiato nei secoli successivi mentre passava ai Guasconi e ai Da Bagnano (1651). Il marchese Francesco Antonio Feroni divenne proprietario del palazzo verso Santa Trinita nel 1674. Nobile di recentissima data, ebbe umili origini e una vita travagliata ad Amsterdam, dove divenne un ricco banchiere e dove poté accogliere il Granduca Cosimo III con così grande sfarzo da guadagnarsi il titolo nobiliare e un posto come senatore a Firenze. In quel periodo il palazzo venne ridecorato da una serie di stucchi di Giovan Battista Foggini e Lorenzo Merlini (che compresero anche la traslazione di una famosa cappella affrescata da Bernardino Poccetti, con le pitture staccate in maniera fortunosa).
L'altra metà del palazzo restò degli Spini fino alla morte di Guglielmo Spini, che aveva un'unica figlia sposata Del Tovaglia. Non avendo a sua volta figli nominò come erede Luca Domenico Pitti, che aggiunse il cognome Spini al suo in segno di riconoscenza. Suo figlio Roberto vendette la sua metà del palazzo al marchese Feroni, riunendo così sotto un unico proprietario l'intero fabbricato (1807).
Nel 1832 il palazzo fu venduto agli Hombert, che vi aprirono un albergo, l'Hotel de l'Europe. A quell'epoca il palazzo era ancora a ridosso del fiume, diviso solo da un passaggio a volta. Il Lungarno degli Acciaiuoli venne realizzato in quegli anni e necessitò la riedificazione della facciata sul lungarno, dove vennero inseriti alcuni stemmi già sul Torrione dei Pizzicotti. Tra questi stemmi si riconoscono quelli degli Spini, della città di Firenze, di Carlo di Valois e dei Caetani, in onore di papa Bonifacio VIII, alleato e parente alla lontana di Geri Spini.
Il Comune lo acquistò riunificando anche internamente le due parti originarie nel 1846 e in seguito lo utilizzò come sede durante gli anni di Firenze Capitale (1865-1871) quando Palazzo Vecchio era "requisito" dal Governo italiano per sistemarvi la sua sede. Per un certo periodo vi fu ospitata anche la seconda sede del Gabinetto Vieusseux (dopo Palazzo Buondelmonti), una biblioteca e un centro culturale. I rifacimenti in stile neomedievale risalgono proprio a questi anni. Il Comune vi ebbe sede fino al 1881, dopo di che venne messo in vendita e acquistato dalla Cassa di Risparmio di Firenze. Nel 1938 il palazzo fu acquistato da Salvatore Ferragamo, come casa madre e principale boutique per la sua attività di stilista di calzature e articoli in pelle che lo ha reso celebre nel mondo. Dal 1995 vi è stato aperto il Museo Salvatore Ferragamo.

## Descrizione

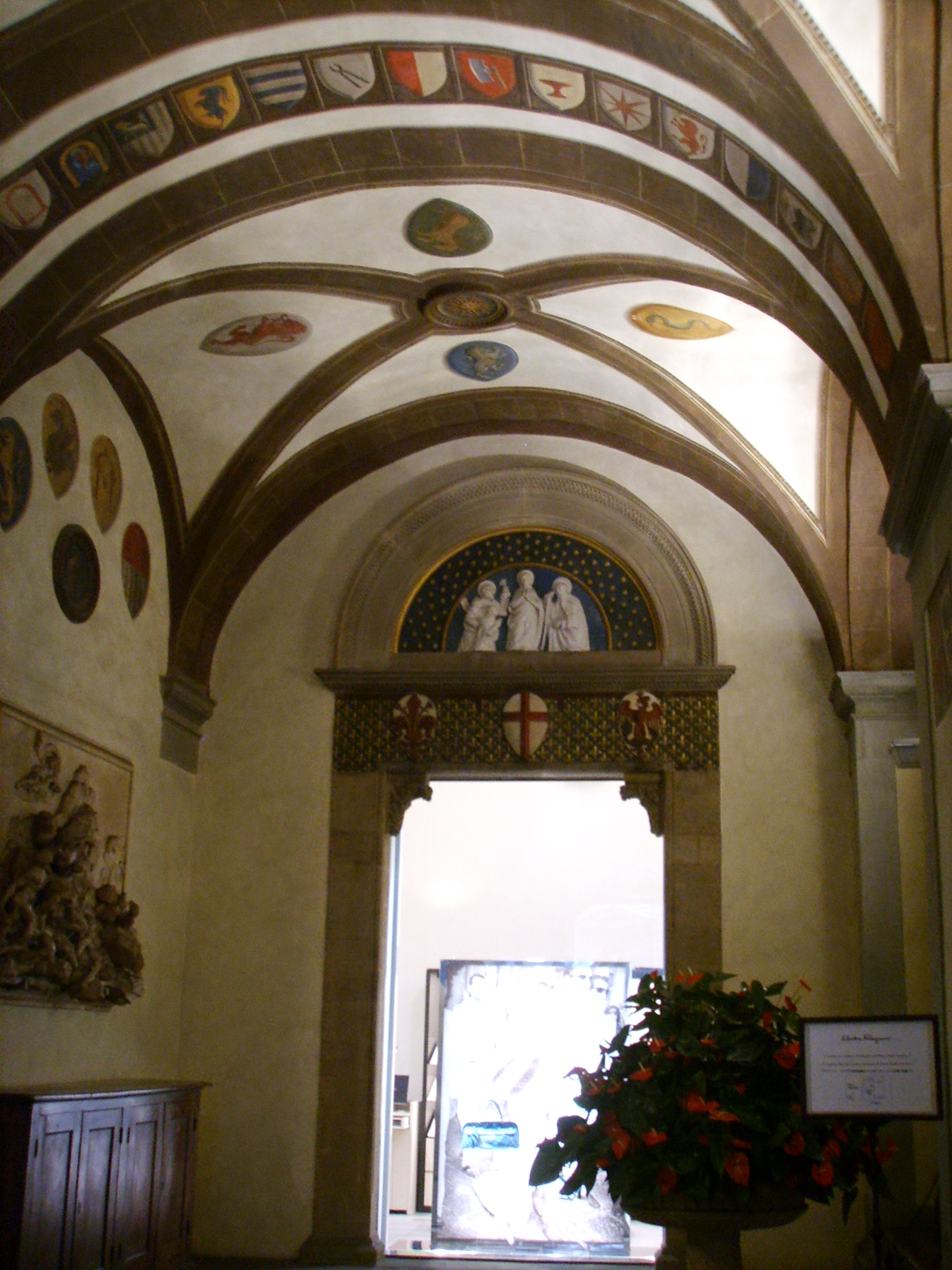
L'androne con la decorazione a stemmi

Oggi Palazzo Spini Feroni resta uno dei migliori esempi di architettura residenziale medievale a Firenze, anche se il suo aspetto arcaico è in parte frutto dei restauri del 1874, quando venne eliminato il finestrato barocco. A differenza dei palazzi rinascimentali conserva oggi l'aspetto solido da fortino difensivo, tipico di quando le grandi famiglie si dovevano proteggere innanzitutto dai propri concittadini. Il rivestimento con pietra a vista e il coronamento di merli guelfi denotano infatti la foggia di fortilizio, che un tempo sorvegliava il Ponte Santa Trinita. Al piano terreno è presente ancora una loggia (dove oggi sono incassate le vetrine), le cui partiture furono regolarizzate nell'Ottocento, e un basamento in pietra che corre intorno al palazzo e che funge da panchina: la cosiddetta panca di via fu una delle prime a Firenze e oltre alla funzione pratica dava al palazzo una base che assomigliava a un crepidoma classico. Questa panca, eliminata nell'Ottocento, fu ripristinata solo nel secolo successivo.
Esternamente presenta la muratura in pietraforte non coperta da intonaco e intervallata dalle finestre centinate (frutto del ripristino ottocentesco) allineate lungo cornici marcapiano, per la considerevole altezza di tre piani più il ballatoio terminale, poggiante su beccatelli sostenuti da piramidi rovesciate. Le grandi finestre furono tra le prime a venire realizzate in questa maniera a Firenze, così diverse dalle feritoie medievali, e probabilmente vi si ispirarono altri edifici come Palazzo Davanzati o il Palazzo Castellani. Le finestre del mezzanino, sotto gli sporti, vennero chiuse nei restauri ottocenteschi.
Sul lato lungo l'Arno un tempo esisteva un torrione e l'"arco dei Pizzicotti", che avevano scopi difensivi per il ponte e che vennero demoliti nel 1824 per allargare il lungarno (su progetto di Luigi Cambray-Digny messo in opera da Giuseppe Cacialli e Gaetano Baccani).
Nell'atrio d'ingresso, dove un tempo esistevano le botteghe sulla strada, si trova l'altorilievo di Giuseppe Piamontini del 1705, che rappresenta I Giganti fulminati da Giove.
All'interno esiste ancora una cappella privata con affreschi di Bernardino Poccetti del 1609-1612 che rappresentano il Paradiso con un coro di angeli musicanti nella volta e l'Adorazione dei pastori sull'altare. Gli affreschi erano stati realizzati per un altro ambiente che fungeva da cappella; nelle ristrutturazioni settecentesche volute dai Da Bagnano il sacello scomparve e, per non distruggere i dipinti, essi furono staccati e trasferiti nella nuova cappella. L'architetto artefice di una rimozione così rischiosa (all'epoca non si erano apprese ancora le tecniche di stacco), Lorenzo Merlini, incorniciò gli affreschi ricollocati con stucchi e dorature.
Il resto degli ambienti nobili è in gran parte decorato da affreschi sei-settecenteschi di Ranieri del Pace.

## Il Museo Ferragamo
Dal 1995 nel seminterrato del palazzo è stato aperto il "Museo Salvatore Ferragamo" per far conoscere il ruolo e l'attività internazionale di Ferragamo dagli anni '20 al 1960, anno della sua scomparsa.

## Curiosità

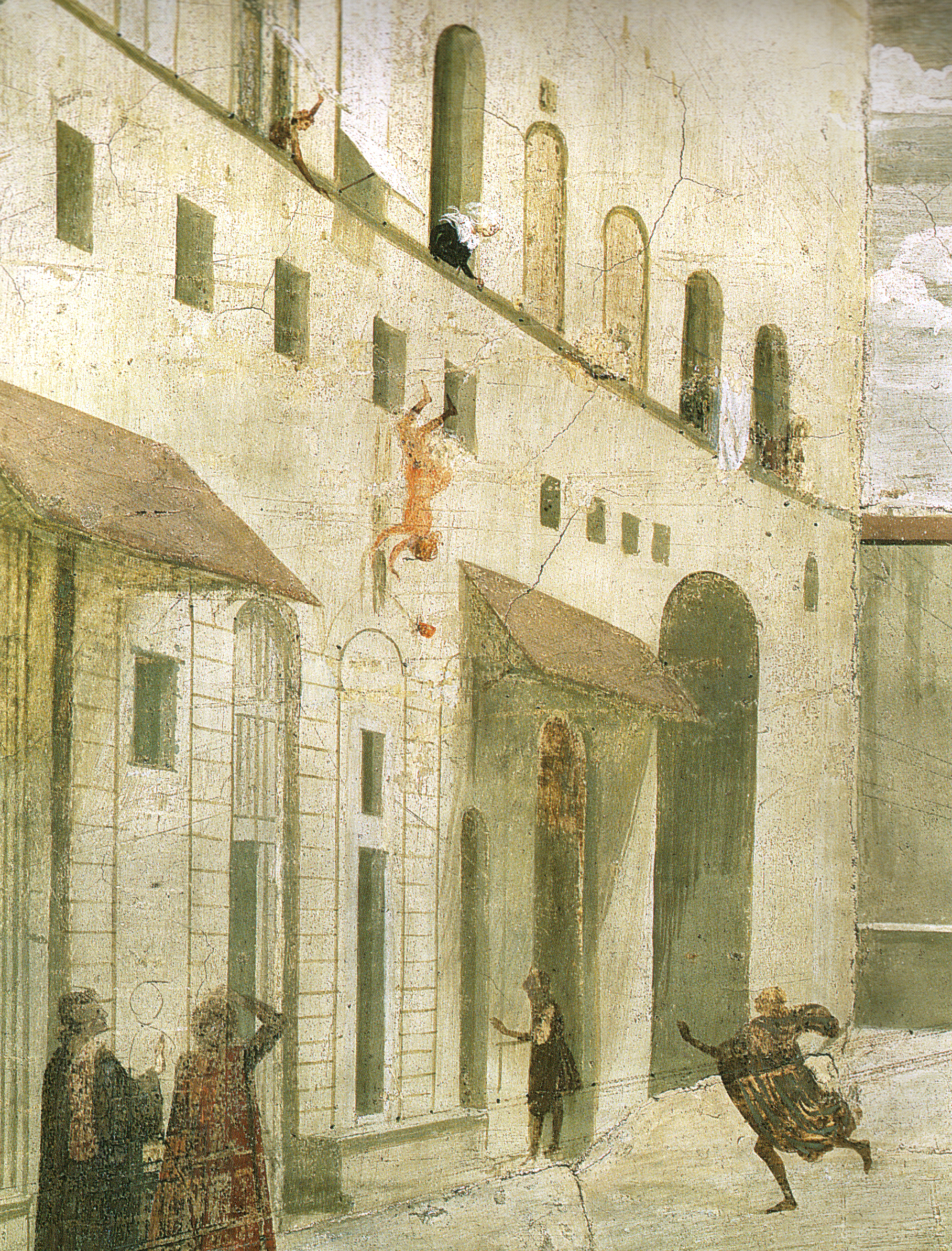
Il miracolo del fanciullo resuscitato, Domenico Ghirlandaio (dettaglio), chiesa di Santa Trinita, Firenze

- Palazzo Spini Feroni è presente nella raffigurazione di piazza Santa Trinita negli affreschi di Domenico Ghirlandaio nella Cappella Sassetti, nella vicina chiesa di Santa Trinita, che si trova nella scena del Miracolo del fanciullo resuscitato, al centro della cappella appena sopra la pala d'altare. Tutto il ciclo di affreschi è dedicato a San Francesco d'Assisi in questa scena si mette in relazione il santo con un miracolo avvenuto proprio nella piazza quando un fanciullo cadde da una finestra di Palazzo Spini e venne però resuscitato grazie all'intervento del santo di Assisi. Nella scena si vede il Palazzo sulla sinistra, dal quale un fanciullo sta precipitando mentre alcuni passanti guardano la scena; al centro lo stesso fanciullo si alza a sedere sul catafalco grazie a un cenno di San Francesco provvidenzialmente apparso in cielo.
- Negli ambienti sotterranei, dove oggi è collocato il Museo Ferragamo, è presente l'antico pozzo della famiglia, che poteva così attingere l'acqua direttamente dalla propria abitazione. Questo pozzo, sormontato da una lunetta affrescata con un profilo femminile, è detto Pozzo di Beatrice, in omaggio a Beatrice Portinari, che proprio nelle vicinanze dell'attiguo Ponte Santa Trinita avrebbe incontrato Dante per la prima volta, stando a quanto il poeta stesso riporta nella Vita Nuova.

## Altre immagini

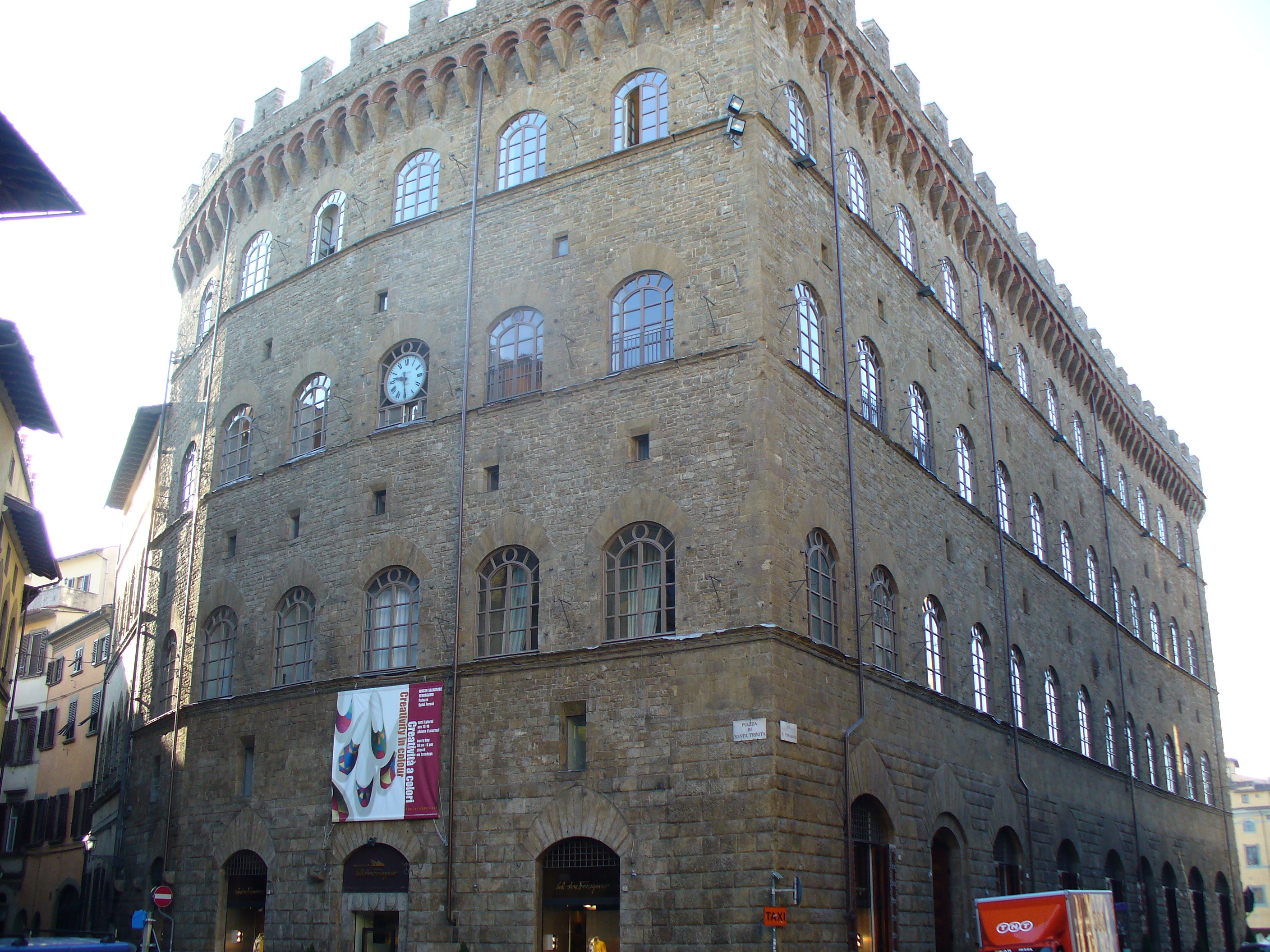
Vista da via Tornabuoni
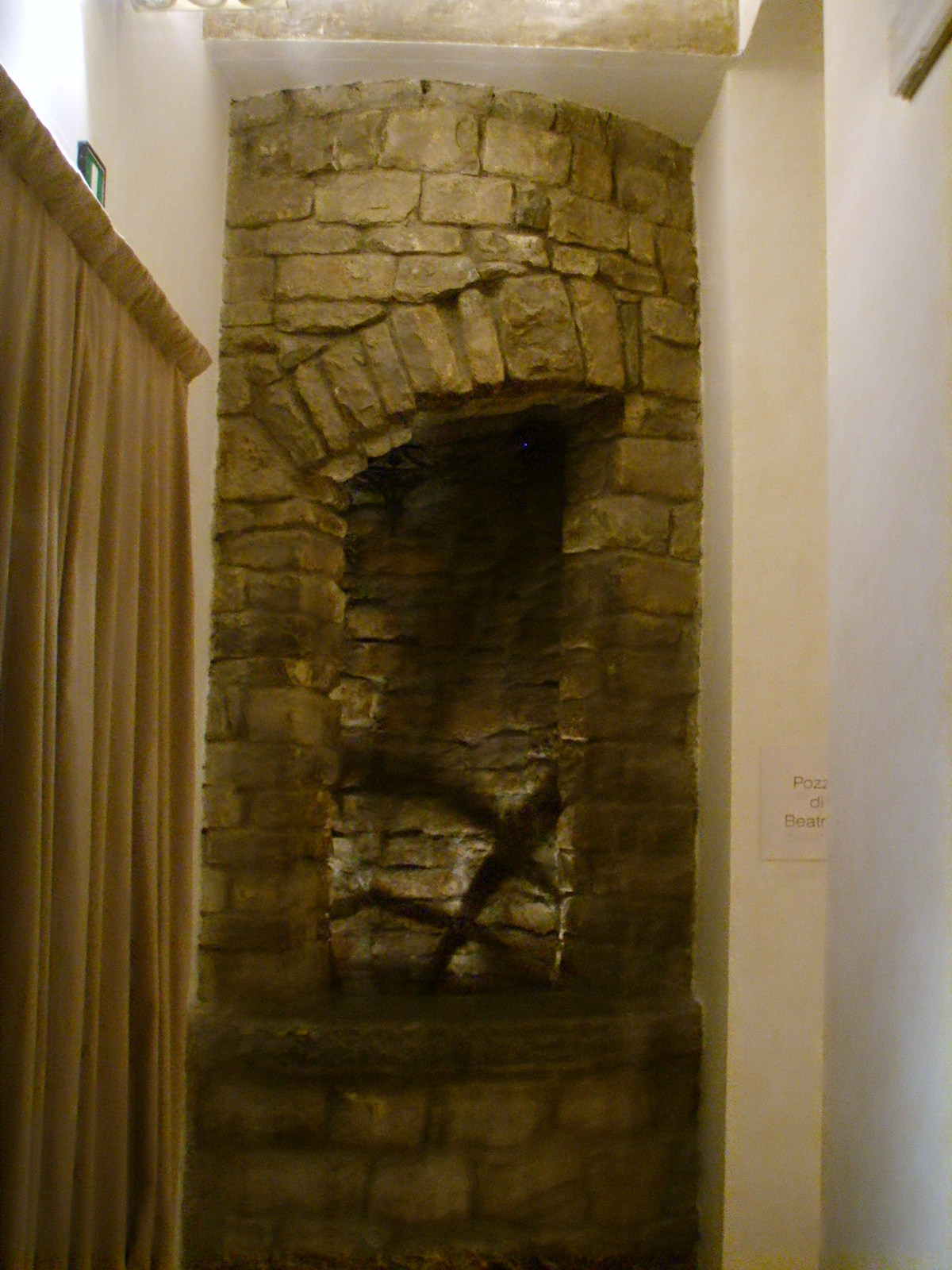
Il Pozzo di Beatrice
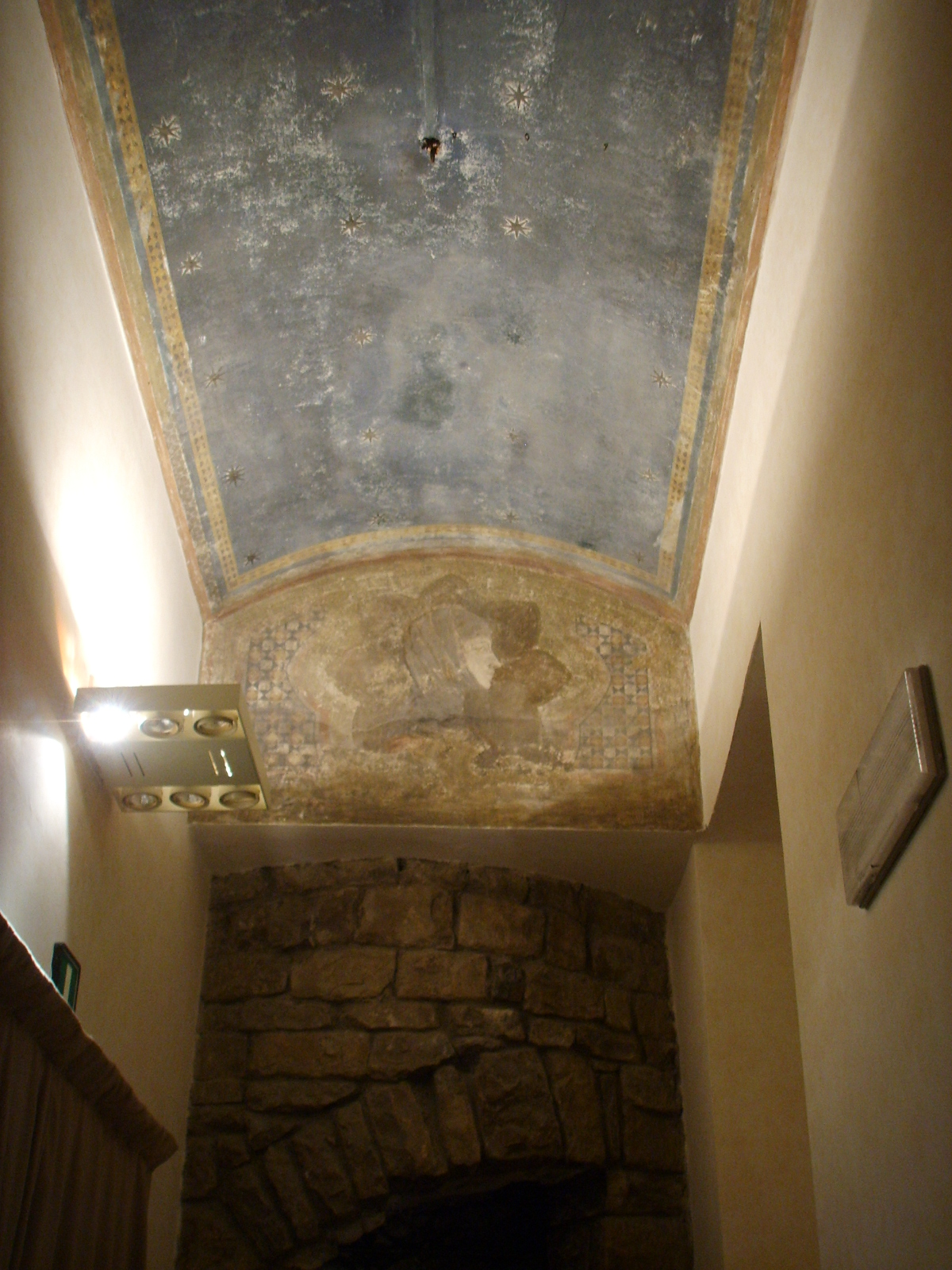
Lunetta affrescata sopra il pozzo
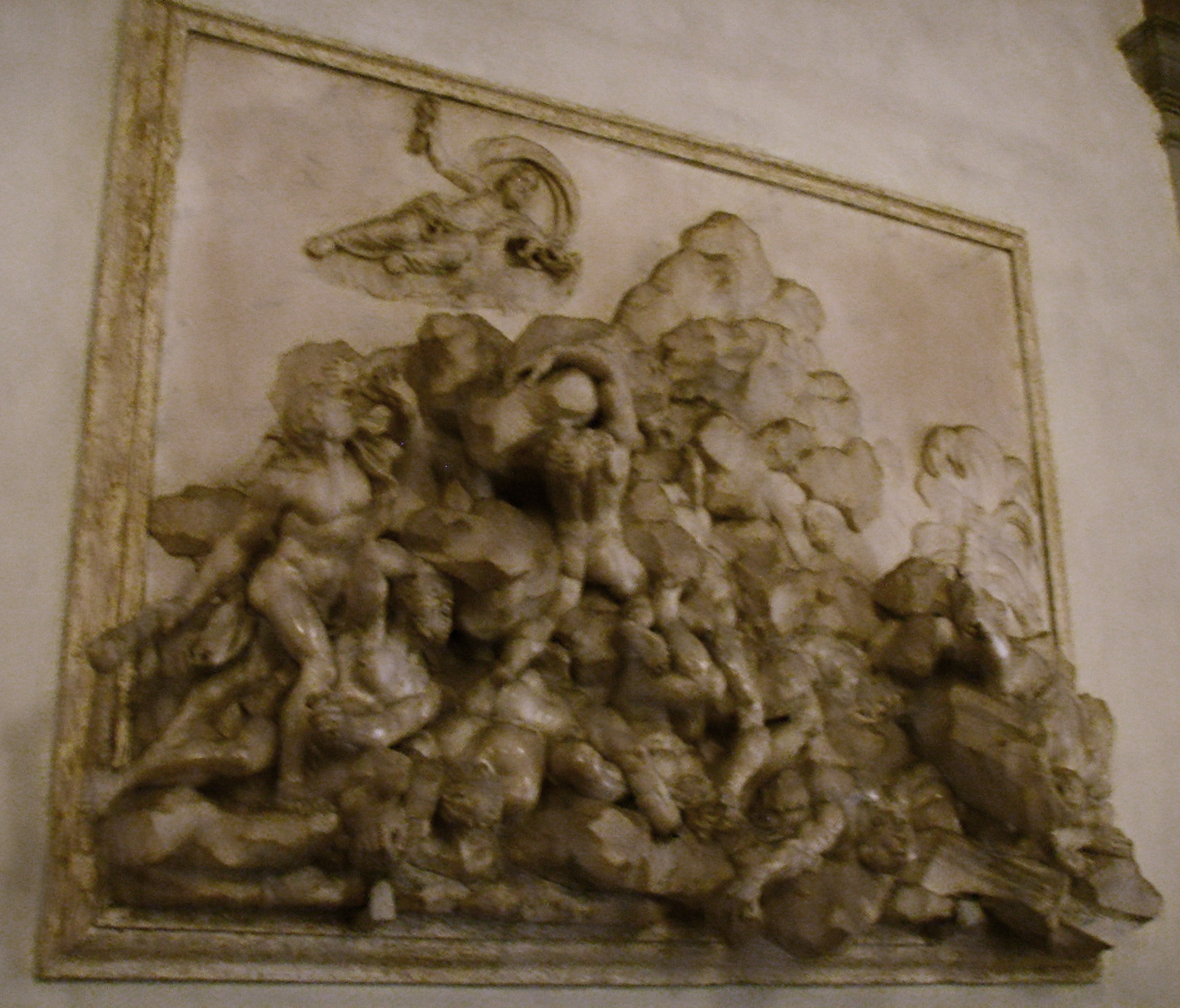
Giuseppe Piamontini, I Giganti fulminati da Giove (1705)